# Pseudione parviramus
Pseudione parviramus är en kräftdjursart som beskrevs av Adkison 1988. Pseudione parviramus ingår i släktet Pseudione och familjen Bopyridae.
Artens utbredningsområde är Mexikanska golfen. Inga underarter finns listade i Catalogue of Life.